# Immanuel Wilkins
 (février 2025).
Pour les articles homonymes, voir Wilkins.
Immanuel Wilkins, né le 7 août 1997 à Philadelphie, est un saxophoniste de jazz américain,.

## Activité
D'origine afro-américaine, Immanuel Wilkins grandit dans le quartier d'Upper Darby à Philadelphie en Pennsylvanie. Il a ses premières expériences musicales dans l'église de sa paroisse, ce qui l'amène à suivre des cours de jazz au Clef Club of Jazz and Performing Arts.
Adolescent, il interprète en 2009 l'hymne national américain avant un match des Eagles de Philadelphie.
Immanuel Wilkins étudie à la Juilliard School sous la direction de Bruce Williams, Steve Wilson et Joe Temperley.
Immanuel Wilkins crée son groupe à la fin des années 2010. Il compose et interprète ses compositions. Il se produit dans des clubs de jazz et des salles telles que The Jazz Gallery, le Smoke, le Jamaica Center of Arts et le Smalls.
En 2020, il enregistre son premier album Omega avec Micah Thomas, Daryl Johns et Kweku Sumbry,.
Immanuel Wilkins est membre d'un quatuor avec Dezron Douglas, Johnathan Blake, de The Generation Gap et des formations de Philip Dizack et Noam Wiesenberg. Il contribue aux deux premiers albums de Good Vibes, KingMaker (2019) et Who Are You? (2020), ainsi qu'à l'album de Johnathan Blake, Homeward Bound (2021) et à l'album de Kalia Vandever, Regrowth (2022).

## Enregistrements

### Sous son nom
- 2019 : Free Blues[6], Pièce sur Bandcamp
- Omega (Blue Note Records, 2020) [7],[8]
- The 7th Hand (Blue Note Records, 2022)
- 2024 : Blues Blood coréalisé avec Meshell Ndegeocello[9], avec Cécile McLorin Salvant, Micah Thomas (de), Marvin Sewell (en), chez Blue Note Records sorti en 2024[10]

### En tant qu'accompagnateur
- Johnathan Blake, Homeward Bound (Blue Note Records, 2021)
- Jonathan Blake, Passage (Blue Note Records, 2023)
- Michael Dease, Father Figure (Posi-Tone Records, 2016)
- Orrin Evans, The Magic of Now (Smoke Sessions Records, 2021)
- Joe Farnsworth, In What Direction Are You Headed? (Smoke Sessions Records, 2023)
- James Francies, Purest Form (Blue Note Records, 2021)
- Giveton Gelin, True Design (2020)
- Harish Raghavan, Calls for Action (Whirlwind Recordings, 2019)
- Joel Ross, KingMaker (Blue Note Records, 2019)
- Joel Ross, Who Are You? (Blue Note Records, 2020)
- Joel Ross, The Parable of the Poet (Blue Note Records, 2022)
- Joel Ross, nublues (Blue Note Records, 2024)
- Kalia Vandever, Regrowth (New Amsterdam Records, 2022)
- Noam Wiesenberg, Roads Diverge (Brooklyn Jazz Underground, 2018)
- Dutch Williams, Maaj Paaj (EFFESS Records, 2023)
- Ben Wolfe, Fatherhood (Resident Arts Records, 2019)
- Ben Wolfe, Unjust (Resident Arts Records, 2023)
- Artistes divers, Kimbrough (Newvelle Records, 2021)
- Kenny Barron, Beyond This Place (Œuvre d'art, 2024)

## Lectures complémentaires
- Hinauf zum Tiefgrund, vol. 71 (no 2), 2022, 48–49 p.